# Teillé (Sarthe)
Teillé és un municipi francès situat al departament del Sarthe i a la regió de País del Loira. L'any 2007 tenia 522 habitants.

## Demografia

### Població
El 2007 la població de fet de Teillé era de 522 persones. Hi havia 200 famílies de les quals 44 eren unipersonals (12 homes vivint sols i 32 dones vivint soles), 64 parelles sense fills, 80 parelles amb fills i 12 famílies monoparentals amb fills.
La població ha evolucionat segons el següent gràfic:
Habitants censats

### Habitatges
El 2007 hi havia 244 habitatges, 206 eren l'habitatge principal de la família, 31 eren segones residències i 7 estaven desocupats. 242 eren cases i 2 eren apartaments. Dels 206 habitatges principals, 162 estaven ocupats pels seus propietaris, 42 estaven llogats i ocupats pels llogaters i 2 estaven cedits a títol gratuït; 11 tenien dues cambres, 38 en tenien tres, 57 en tenien quatre i 100 en tenien cinc o més. 153 habitatges disposaven pel capbaix d'una plaça de pàrquing. A 78 habitatges hi havia un automòbil i a 107 n'hi havia dos o més.

### Piràmide de població
La piràmide de població per edats i sexe el 2009 era:
| Homes | Edats   | Dones |
| ----- | ------- | ----- |
| 0     | 95 o +  | 0     |
| 0     | 90 a 94 | 4     |
| 8     | 85 a 89 | 8     |
| 0     | 80 a 84 | 4     |
| 16    | 75 a 79 | 16    |
| 12    | 70 a 74 | 16    |
| 20    | 65 a 69 | 8     |
| 4     | 60 a 64 | 16    |
| 8     | 55 a 59 | 0     |
| 28    | 50 a 54 | 16    |
| 12    | 45 a 49 | 20    |
| 8     | 40 a 44 | 8     |
| 20    | 35 a 39 | 20    |
| 16    | 30 a 34 | 16    |
| 12    | 25 a 29 | 16    |
| 12    | 20 a 24 | 12    |
| 12    | 15 a 19 | 16    |
| 20    | 10 a 14 | 20    |
| 24    | 5 a 9   | 12    |
| 16    | 0 a 4   | 8     |

## Economia
El 2007 la població en edat de treballar era de 327 persones, 252 eren actives i 75 eren inactives. De les 252 persones actives 231 estaven ocupades (124 homes i 107 dones) i 21 estaven aturades (7 homes i 14 dones). De les 75 persones inactives 20 estaven jubilades, 28 estaven estudiant i 27 estaven classificades com a «altres inactius».

### Ingressos
El 2009 a Teillé hi havia 214 unitats fiscals que integraven 561 persones, la mediana anual d'ingressos fiscals per persona era de 16.519 €.

### Activitats econòmiques
Dels 12 establiments que hi havia el 2007, 1 era d'una empresa alimentària, 1 d'una empresa de fabricació d'altres productes industrials, 3 d'empreses de construcció, 3 d'empreses de comerç i reparació d'automòbils, 3 d'empreses d'hostatgeria i restauració i 1 d'una empresa de serveis.
Dels 5 establiments de servei als particulars que hi havia el 2009, 1 era un paleta, 1 guixaire pintor, 1 lampisteria i 2 restaurants.
L'únic establiment comercial que hi havia el 2009 era una botiga de menys de 120 m².
L'any 2000 a Teillé hi havia 23 explotacions agrícoles que ocupaven un total de 1.424 hectàrees.

## Equipaments sanitaris i escolars
El 2009 hi havia una escola elemental.

## Poblacions més properes
El següent diagrama mostra les poblacions més properes.